# Justicia schimperiana
Justicia schimperiana là một loài thực vật có hoa trong họ Ô rô. Loài này được (Hochst. ex Nees) T. Anderson mô tả khoa học đầu tiên năm 1864.